# Japanska antarktisexpeditionen 1910–12

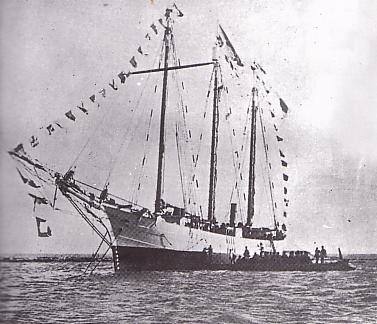
Kainan Maru

Japanska antarktisexpeditionen 1910–12 var den första upptäcktsresan till Antarktis av en japansk expedition. Den leddes av den japanska officeren Nobu Shirase som inte hade någon erfarenhet av polarområden, men var angelägen om att Japan skulle utforska polerna.
Hans första mål var Nordpolen, men två amerikanska expeditioner, ledda av Frederick Cook respektive Robert Peary hävdade att de hade nått polen år 1908 respektive 1909 så Shirase satte kursen mot Sydpolen istället. Planerna stöddes av Japans tidigare premiärminister Okuma Shigenobu och den 1 december 1910 lämnade Shirase Tokyo ombord på den 30 meter långa skonaren Kainan Maru  med kurs mot Antarktis. Med sig på resan hade han 27 man och 28 slädhundar.
De kom fram till Wellington i Nya Zeeland den 7 februari 1911 och fortsatte söderut fyra dagar senare. Det var sent på säsongen med dåligt väder, stormvindar och kraftigt snöfall så när expeditionen stoppades av packisen vid Coulman Island satte Kainan Maru kursen mot Sydney i Australien för att övervintra. De var inte förberedda på en övervintring och saknade medel så kaptenen och en del av besättningen reste hem till Japan för att skaffa mer pengar.
Expeditionsmedlemmarna häcklades av lokalbefolkningen för sin primitiva utrustning och annorlunda utseende, men geologen, professor Edgeworth David från Universitetet i Sydney, som hade deltagit i Nimrodexpeditionen år 1907–1909 tillsammans med Ernest Shackleton, hjälpte och försvarade dem. Den 19 november 1911 lämnade de Sydney och kom fram till Ross shelfisen den 16 januari året efter. I Kainan Bay mötte de Roald Amundsens fartyg Fram som låg och väntade på honom under hans expedition till Sydpolen. De hade dock svårt att kommunicera då de inte hade något gemensamt språk.
Shirase hade insett att han skulle förlora kapplöpningen mot Sydpolen till antingen Roald Amundsen eller Robert Scott och satte kursen mot Edward VII:s land istället.

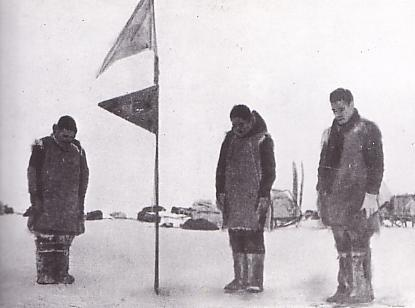
Yamotosnöfältet, expeditionens sydligaste punkt.

 De fortsatte till Valbukten där en grupp på sju personer skickades i land på isfältet. Två av dem byggde ett basläger och de andra fortsatte söderut. Efter 250 kilometers färd var de och slädhundarna utmattade och den 29 januari reste expeditionen en japansk flagga på  positionen 80°5’S 156°37’W, på en plats de kallade Yamatosnöfältet (japanska: 大和雪原). Innan de vände om gjorde Shirase anspråk på området för Japans räkning.
Medan de var borta lämnade Kainan Maru Valbukten med kurs mot Biscoe Bay och King Edward VII Land för att utforska kusten. Den 2 februari återvände hon för att hämta resten av expeditionens medlemmar. De seglade via Wellington till Yokohama dit de anlände 20 juni 1912 och mottogs som hjältar. År 1931 och 1939 avslog den japanska regeringen Shirases erbjudande om att erkänna Yamatosnöfältet som en japansk besittning.
I Nikaho finns sedan år 1990 ett museum till ära för den japanska antarktisexpeditionen och Nobu Shirase.